# Milan Janić
Milan Janić (in alfabeto cirillico serbo: Милан Јанић; Bačka Palanka, 14 giugno 1957 – Belgrado, 1º gennaio 2003) è stato un canoista serbo, fino al 1992 jugoslavo.
È il padre dei canoisti Nataša Janić, Mićo Janić e Stjepan Janić.

## Palmarès
Tutte le medaglie elencate sono state conquistate in rappresentanza della Repubblica Socialista Federale di Jugoslavia.

### Olimpiadi
- 1 medaglia:
  - 1 argento (Los Angeles 1984 nel K-1 1000 m)

### Mondiali
- 6 medaglie:
  - 3 ori (Belgrado 1978 nel K-1 10000 m; Duisburg 1979 nel K-1 10000 m; Belgrado 1982 nel K-1 10000 m)
  - 3 argenti (Belgrado 1978 nel K-1 1000 m; Nottingham 1981 nel K-1 10000 m; Tampere 1983 nel K-1 10000 m)

### Giochi del Mediterraneo
- 3 medaglie:
  - 3 argenti (Spalato 1979 nel K-1 5000 m; Spalato 1979 nel K-1 1000 m; Spalato 1979 nel K-2 1000 m)